# José Anastasio Torrens
José Anastasio Torrens (1790-1857) fue un coronel mexicano en el ejército de José María Morelosque sirvió como encargado de asuntos de México a los Estados Unidos desde el 3 de mayo del 1 de mayo de 1823 al 18 de noviembre de 1824 como embajador de México a Colombia del 6 de septiembre de 1824 al 9 de noviembre de 1829. 
Mientras vivía en Colombia, fue acusado de apoyar la revuelta de José María Córdova contra Simón Bolívar a lo largo del ministro plenipotenciario y futuro presidente de los Estados Unidos, William H. Harrison. Como resultado de su participación secundaria en un complot contra el presidente colombiano y su participación sistemática en la política local, el ministro de Relaciones Exteriores colombiano canceló su pasaporte diplomático y le pidió que abandonara el país.

## Biografía
Torres nació en 1790 en Huatusco, Veracruz, y estudió en los Estados Unidos junto a Juan Nepomuceno Almonte, hijo de José María Morelos. Ambos formaban parte de un grupo de jóvenes oficiales del ejército enviados por el rebelde mexicano para completar su educación en el extranjero. Una vez que México y los Estados Unidos establecieron relaciones diplomáticas, Torrens –quien había desarrollado una estrecha relación con José Manuel de Herrera, ministro de Relaciones Exteriores del emperador Agustín de Iturbide, durante un viaje a Nueva Orleans en 1816– fue nombrado secretario en la primera etapa para representar a México en los Estados Unidos de América. 
El equipo fue dirigido por José Manuel Zozaya, a quien Torrens sustituyó en mayo de 1823. Como encargado de los asuntos de México a los Estados Unidos, Torrens sufrió dificultades económicas, pero informó activamente sobre las ambiciones territoriales de los Estados Unidos. Fue sustituido al año siguiente por el coronel Pablo Obregón, un veterano del Ejército de las Tres Garantías,y transferido a Sudamérica, donde fue nombrado chargé d'affaires de México a Colombia. 
Torrens llegó a Colombia con su secretario, el coronel Ignacio Basadre –exagente de Vicente Guerrero– a través del puerto de La Guaira. Permanecieron durante cinco años en el país y ambos simpatizaron con el vicepresidente Francisco de Paula Santander, pero desconfiaron profundamente del liberacionista sudamericano Simón Bolívar,quien había sido declarado presidente de por vida con el poder de seleccionar un sucesor por la Constitución de 1828. Torrens creía que Bolívar tenía ambiciones expansionistas y antagonizaba con ideales republicanos, y ese mismo año fue acusado, tanto por el ministro plenipotenciario como por el futuro presidente de los Estados Unidos, William H. Harrison, y el cónsul británico, James Herderson,de apoyar una revuelta organizada por el general José María Córdova. Como resultado de su participación secundaria en un complot contra el presidente colombiano, y su participación sistemática en la política local, el ministro de Relaciones Exteriores colombiano canceló su pasaporte diplomático y le pidió que abandonara el país. 
De vuelta en México, Torrens fue ignorado para otras misiones públicas hasta que fue nombrado general de brigada en Michoacán,el 4 de febrero de 1854, y murió tres años después en la Ciudad de México.